# José Echenagusía Errazquin
José Echenagusía Errazquin, nazywany Echena (bask. Jose Etxenagusia Errazkin) – hiszpański malarz pochodzący z Kraju Basków.
Należał do konserwatywnego nurtu epoki, odcinającego się od impresjonizmu i modernizmu. Przed pojawieniem się Ignacia Zuloagi i obok Eduardo Zamacois y Zabala, był jednym z pierwszych artystów baskijskich o międzynarodowej sławie.
Pochodził z zamożnej i wykształconej rodziny. Uczył się w Fuenterrabía, a później pracował w Gobierno Civil w Burgos. Jego zamiłowanie do sztuki skłoniło go do przeprowadzki do Bilbao. W 1872 r. po wybuchu III wojny karlistowskiej przeniósł się do Francji aby zdobyć wykształcenie malarskie. Interesował się dziełami malarzy takich jak Jean-Louis-Ernest Meissonier i Marià Fortuny. Po otrzymaniu spadku wyjechał do Włoch, mekki europejskich artystów o tradycjach akademistycznych. Po krótszym pobycie w Wenecji, około 1876 r. zamieszkał w Rzymie, gdzie znalazł się w kręgu artystów hiszpańskich takich jak José Villegas Cordero. Ten artysta nadał mu przydomek Echena, ponieważ nie był w stanie wymówić pełnego baskijskiego nazwiska. Echenagusía zaczął używać skrótu Echena jako podpisu na swoich obrazach.
W Rzymie malował obrazy niewielkiego formatu, w stylu Marià Fortunego. Jego ulubionymi tematami były sceny historyczne z żołnierzami oraz sceny dworskie. Malował również weneckie pejzaże.
Powrócił do Fuenterrabía, gdzie m.in. zaprojektował nowe godło miasta, stroje na wielkanocną procesję oraz wykonał malowidło ścienne w jednym z kościołów.